# سلطه مذکر
سلطه مذکر کتابی است از پی‌یر بوردیو که در سال ۱۹۹۸ توسط انتشارات سوی در مجموعه لیبر منتشر شد.

## مضمون
كتاب «سلطه مذكر» به سلطه مذكر بر مؤنث اشاره مي‌كند و چگونگي به وجود آمدن اين سلطه را نشان مي‌دهد. بوردیو معتقد است اين سلطه به نوعي از جانب مردان و زنان بازتوليد مي‌شود.  از نظر او، سلطه‌گران (اعم از گروه‌های اجتماعی، قومیت‌ها یا جنسیت‌ها) ارزش‌های خود را بر سلطه‌پذیران (که با پذیرش سلطه به عوامل سلطه بر خود تبديل می‌شوند) تحمیل می‌کنند. او با تکیه بر این نکته اهرم‌های سلطه مردان بر زنان را تحلیل می‌کند.  بوردیو تحلیلی جامعه‌شناختی از روابط اجتماعی بین دو جنس ارائه می‌دهد که در پی تبیین علل تداوم سلطه مردان بر زنان، در تمامی جوامع بشری است. این کتاب به‌طور خاص بر اساس یک مطالعه انسان‌شناختی از جامعه بربر در قبیله کابیلی الجزایر است. بوردیو در سال ۱۹۹۰ نخستین بار مفهوم جامعه‌شناختی نظم جنسیتی را مطرح کرد  و سال‌ها بعد در اثر حاضر آن را بازنویسی و تکمیل کرد. او در این اثر رویکرد جدیدی به نظریه‌پردازی و پژوهش دربارهٔ نابرابری جنسیتی دارد. بوردیو نابرابری جنسیتی را مصداق پارادوکس دوکسا می‌داند و برای توجیه کلیت ظاهری این تفاوت‌های جنسیتی، دانشمندان علوم اجتماعی را به شناخت سازوکارهای تاریخیِ تاریخ زدایی و جاودانه سازی تفاوت جنسی فرا می‌خواند. از نظر او، عاملان اجتماعی طی فرایندی دوگانه دیدگاه مذکر را در مردان و زنان نهادینه می‌کنند و مردان را سوژه و زنان را اُبژه می‌سازند و سپس زنان را به اتخاذ سبک زنانه و مردان را به اتخاذ سبک مردانه سوق می‌دهند؛ درنتیجه، تفاوت‌های جنسیتی و تبعات آنها را طبیعی می‌سازند. به عبارت دیگر، نظم جنسیتی برساخته‌ای فرهنگی و دلبخواهانه است. سلطه مذکر به عنوان عادت‌واره ای درک می‌شود که به زنان و مردان نقش از پیش تعیین شده‌ای می‌دهد.  بوردیو طی این پژوهش به جنبه‌های بدنی طبقات و گروه‌ها می‌پردازد و وجود سرمایه بدنی یا اروتیک را در کانون تحلیل خودش قرار نمی‌دهد.  سلطه مذکر تصویری از گذشته جوامع اروپایی معاصر است. بوردیو در این اثر درصدد نمایش ناخودآگاه جمعی است، ناخودآگاهی که بر جلوه‌های مدرن و پیشامدرن نظم جنسیتی جوامع مدیترانه‌ای تأکید دارد. او، در ادامه، به بحث درباره جامعه معاصر اروپا و جامعه کابیلی در قبل از سرمایه‌داری می‌پردازد.  برای او پرسش این بود که مردان و زنان چگونه در یک تحول تاریخی زندگی می‌کنند. پرسشی که بوردیو در مورد جامعه بربر در قبیله کابیلی داشت این بود که چگونه می‌توان شرایط اکتساب عادت‌واره اقتصاد سرمایه‌داری را در میان مردمی درک کرد که در یک عالم ماقبل سرمایه‌داری زندگی می‌کردند.  او معتقد است که سلطه مذکر ریشه در ناخودآگاه جمعی ما دارد و هرگز نمی‌توان آن را دید. سلطه مذکر را، چنان‌که از آن انتظار می‌رود، به سختی می‌توان به چالش کشید. امروزه بیش از هر زمان دیگری حل و فصل و بررسی ساختارهای نمادین ناخودآگاه مردمحور مردان و زنانی شبیه به مردان و زنان جامعه کابیلی دشوار است.  از نظر بوردیو، صفت «مردانه»، که دارا بودن جوهره «مردی» و «قدرت مردی» و به قولی، واقعیت «مردی» را می‌رساند و جنبه‌ای اخلاقی دارد و، در عین ‌حال، از قوه مردانگی جسمی جدایی‌ناپذیر است، با صفت «مذکر»، که جنبه‌ای زیستی دارد، از اساس تفاوت دارد.  به عقیده بوردیو، مناسک تشرف باعث شکل‌گیری نوعی عادت‌واره است که به سلطه مذکر تداوم می‌بخشد. پسران در اوان کودکی، از مادران خود جدا می‌شوند و به جهانی وارد می‌شوند که مفهوم شرف در آن برای پسران نقشی محوری دارد. در چنین جهانی، فضای عمومی در سلطه مردان و فضای خصوصی (خانه) متعلق به زنان است. این اثر بوردیو فهمی بین فرهنگی از سلطه مردان ارائه می‌کند. 

## جفت‌متضادهای آیینی ـ اساطیری
نگرش مردمحور خودش را به شکلی خنثا تحمیل می‌کند که نه مذکر است و نه مؤنث و هیچ نیازی به توضیح گفتمان‌های معطوف به مشروع سازی خودش ندارد. نظم اجتماعی نقش ماشین نمادین عظیم‌الجثه‌ای را ایفاء می‌کند که می‌خواهد بر سلطه مذکری مهر تأیید ‌گذارد که نظم اجتماعی خود بر آن استوار است: تقسیم جنسی کار، توزیع بسیار دقیق فعالیت‌های مختص به هر جنس و مکان، زمان و ابزارهای آنان؛ ساختار فضا همراه با تضاد بین مکان تجمع یا بازار که مختص به مردان است و خانه که مختص به زنان است یا درون خانه، بین بخش مردانه، کانون خانوادگی، و بخش زنانه؛ ساختار زمان، روز و سال زراعی یا چرخه حیات همراه با لحظات گسستگی مردانه آن و دوره‌های طولانی‌مدت بارداری زنانه آن. نمودار خلاصه جفت‌متضادهای آیینی ـ اساطیری را می‌توان هم از جنبه جفت متضادهای عمودی (نظیر خشک/ مرطوب، بالا/ پایین، راست/ چپ، مردانه/ زنانه و الخ) و هم از جنبه فرآیندها (برای مثال، چرخه حیات، ازدواج، حاملگی، تولد و الخ یا سال زراعی) و تغییر موقعیت‌ها (نظیر گشایش/ حصار، وارد شدن/ خارج شدن و الخ) تفسیر کرد. 

## فرایند تاریخ‌زدایی
سلطه مذکر به ویژه تلاش می‌کند تا خود را از طریق فرایند تاریخ‌زدایی تداوم بخشد. از نظر بوردیو، این فرایند نه تنها زنان بلکه مردان را زندانی تصویر تحمیل شده به آنان می‌کند. بوردیو در این کتاب عشق را یکی از راه‌های ممکن برای غلبه بر این نقش‌های تحمیلی جامعه می‌داند. 

## بررسی و نقد
بسیاری از جامعه‌شناسان و انسان‌شناسان از این اثر به عنوان روشن‌ترین نوشته درباره موضوع مردبودگی، قدرت و مناسبات جنسیتی در جامعۀ امروزین فرانسه یاد می‌کنند.  سلطه مذکر نقش مهمی در انسان‌شناسی دارد. اگرچه این اثر حوزه‌ای تحلیلی از عملکردی اجتماعی را نمایان کرده است که تا دهه‌ها مشروعیت آن در همه سطوح نهادهای ما انکار شده است و ارجاعات فراوانی در آن به کار رفته است، برخی جامعه‌شناسان و انسان‌شناسان انتقاد کرده‌اند که بوردیو بخش بزرگی از آثار فمینیستی مرجع را نادیده گرفته است.  علاوه بر این، در سلطه مذکر، امکان تغییر نظم جنسیتی با تأکید بیش از حد بوردیو بر ثبات عادت‌واره و ساختارهای کهنه تقسیم‌بندی جنسی که جهت و نوع این تغییر را تعیین می‌کنند، تقلیل پیدا کرده است. 

## ترجمه به فارسی
بوردیو، پی‌یر. (۱۴۰۰). سلطه مذکر، ترجمه محسن ناصری راد، تهران: نشر آگه. ۱۴۳ صفحه. شابک ۶-۴۴۹-۳۲۹-۹۶۴-۹۷۸. 

## پانوشت‌ها و منابع
1. ↑   Bourdieu, P. (1998). La Domination masculine, Paris: Le Seuil, coll. Liber, 134 p. (ISBN 978-202-035-251-2)
2. ↑  «نشست تخصصی شب پی‌یر بوردیو». فرهنگستان هنر. بایگانی‌شده از اصلی در ۲ سپتامبر ۲۰۲۳. دریافت‌شده در ۲ سپتامبر ۲۰۲۳.
3. ↑  Chauviré, C., Fontaine. O. (2003). Le vocabulaire de Bourdieu, Paris: Éditions Ellipses, 80 p. (ISBN 9782729811723)
4. ↑  Bourdieu, P. (1990). La Domination Masculine, Actes de la Recherche en Sciences Sociales, 84, 2–31. doi: 10.3917/arss.p1990.84n1.0002
5. ↑  بوردیو، پی‌یر. (۱۴۰۰). سلطه مذکر. ترجمهٔ محسن ناصری راد. تهران: نشر آگه. ص. ۸ (یادداشت مترجم). شابک ۹۷۸-۹۶۴-۳۲۹-۴۴۹-۶.
6. ↑  Medvetz, T., Sallaz, J. J. (2018). The Oxford handbook of Pierre Bourdieu, New York, NY: Oxford University Press, 688 p. (ISBN 9780199357208)
7. ↑  بوردیو، پی‌یر. (۱۴۰۰). سلطه مذکر. ترجمهٔ محسن ناصری راد. تهران: نشر آگه. ص. ۹ (یادداشت مترجم). شابک ۹۷۸-۹۶۴-۳۲۹-۴۴۹-۶.
8. ↑   Hobsbawm, E. (2016). PIERRE BOURDIEU Critical Sociology and Social History, New Left Review, 101, 37–47.
9. ↑  بوردیو، پی‌یر. (۱۴۰۰). سلطه مذکر. ترجمهٔ محسن ناصری راد. تهران: نشر آگه. ص. ۱۰ (یادداشت مترجم). شابک ۹۷۸-۹۶۴-۳۲۹-۴۴۹-۶.
10. ↑   Bourdieu, P. (1998). La Domination masculine, Paris: Le Seuil, coll. Liber, 134 p. (ISBN 978-202-035-251-2)
11. ↑   Hannoum, A. (2006). La Domination Masculine
by Pierre Bourdieu, American Anthropologist, 108(4), 889–890. doi:10.1525/aa.2006.108.4.889
12. ↑   Bourdieu, P. (1998).  La Domination masculine, Paris: Le Seuil, coll. Liber, 134 p. (ISBN 978-202-035-251-2)
13. ↑   Ferrand, M. (2004). Féminin Masculin, Paris: La découverte, 123p. (ISBN 978-2-7071-3169-0)
14. ↑   W. R, Todd ., Seifert, L. C. (2003).  Oscillating Masculinity in Bourdieu’s La Domination masculine, L’Esprit Créateur, 43(3), 87–97. doi: 10.1353/esp.2010.0309
15. ↑  Devreux, A., et al. (2002). La critique féministe et La domination masculine, Mouvements, 24, 60–72. doi: 10.3917/mouv.024.0060
16. ↑   Mottier, V. (2002). Masculine domination: Gender and power in Bourdieu's writings, Feminist Theory, 3(3), 345-359. doi: 10.1177/146470002762492042
17. ↑  «سلطه مذکر». خانه کتاب و ادبیات. بایگانی‌شده از اصلی در ۲۲ اوت ۲۰۲۳. دریافت‌شده در ۲ سپتامبر ۲۰۲۳.